# Третьяков Петро Миколайович
Третьяков Петро Миколайович (рос. Третьяко́в Пётр Никола́евич, *12 листопада 1909 р., м. Кострома — †12 червня 1976 р., м. Ленінград) — радянський археолог-славіст, доктор історичних наук, член-кореспондент АН СРСР, старший науковий співробітник Інституту археології АН СРСР, директор Інституту слов'янознавства РАН. Автор численних праць, присвячених походженню й найдавнішої історії східних слов'ян (Березняки), історик Київської Русі та виникнення давньоруської народності. Лауреат Сталінської премії (у 1952 р.).

## Праці
- «Костромские курганы». Известия Гос. Академии Истории Материальной Культуры, Т.XIV, вып.6-7, 1931 г., с. 1-38 (рос.)
- «Калужская экспедиция Государственной академии истории материальной культуры им. Н. Я. Марра» 1936 г. СА (№ 4), 1937 г., с. 328–330 (рос.)
- «Расселение древне-русских племен по археологическим данным». СА (№ 4), 1937 г., с. 33-51 (рос.)
- «Северные восточно-славянские племена. Вопросы этногонии северных славянских племён». МИА 1941 г. (6), с. 22-26 (рос.)
- «Северные восточно-славянские племена. Реконструкция поселения у д. Березняки». МИА 1941 г. (6), с. 19-20 (рос.)
- П. П. Ефименко, П. Н. Третьяков. «Курганный могильник у с. Боршева (П. П. Ефименко, П. Н. Третьяков. Древнерусские поселения на Дону. Материалы и исследования по археологии СССР» — МИА(8), г. Москва-Ленинград, 1948 г., c. 79-91) (рос.)
- «Материалы по археологии верхнего Поволжья», Институт археологии Академии наук СССР, 1950 г. (рос.)
- «Памятники Зарубинецкой культуры», АН СССР, 1959 г. (рос.)
- «Финно-угры, балты и славяне на Днепре и Волге (Введение. Этнический процесс и Археология…Заключение)», г. Москва-Ленинград, 1966 г., c. 5-10, c. 301–305 (рос.)
- «Финно-угры, балты и славяне на Днепре и Волге», изд. «Наука», 1966 г. (рос.)
- «Восточные славяне и балтийский субстрат». СЭ, 1967 г. (№ 4), с. 110–118 (рос.)
- «Зарубинецкая культура и Поднепровские славяне», СА, 1968 г. (№ 4), с. 58-68 (рос.)
- «Об истоках культуры роменско-борщевской древнерусской группировки». СА, 1969 г. (№ 4), с. 78-90 (рос.)
- «У истоков древнерусской народности», изд. «Наука», 1970 г. (рос.)
- «По следам древних славянских племен», г. Ленинград, изд. «Наука», 1982 г. (опубликовано посмертно под ред. Б. А. Рыбакова и Э. А. Сымоновича, научных оппонентов Третьякова). (рос.)